# نیکول شرزینگر
نیکول پریسکویا الیکولانی ولیانته شرزینگر (به انگلیسی: Nicole Prescovia Elikolani Valiente Scherzinger) همچنین معروف به نیکول کیا، (زاده ۲۹ ژوئیه ۱۹۷۸) یکی از خوانندگان موسیقی پاپ، شاعر، رقصنده و مدل آمریکایی است.
بیشتر شهرت او بخاطر آواز خوانی در گروه پوسی‌کت دالز حاصل شده‌است. همچنین نام خانوادگی شرزینگر را از ناپدری‌اش پذیرفته‌است. در دسامبر ۲۰۱۰ شرزینگر از گروه پوسی‌کت دالز جدا شد و اولین آلبوم استودیویی خود به نام عشق کشنده را منتشر کرد. همچنین او برندهٔ دهمین فصل رقص با ستارگان در اوایل سال ۲۰۱۰ می‌باشد.

## زندگی
شرزینگر در شهر هانولولوی هاوایی آمریکا از پدری فیلیپینی و مادری دو رگه روسی-هاوایی متولد شد. مادرش «رزمری» در زمان تولد نیکول هجده سال سن داشت و در محله‌ای فقیرنشین زندگی می‌کرد. والدین نیکول زمانی که او هنوز نوزاد بود از یکدیگر جدا شدند. خانواده مادری او، زمانی که نیکول شش سال سن داشت، به همراه خواهرش Ke'ala و پدرخوانده آلمانی - آمریکایی‌اش به لوییویل، کنتاکی آمریکا نقل مکان کردند.
به گفته خودش او به صورت کاتولیکی محافظه‌کار تربیت شده‌است، اگرچه که امروز دیگر کاتولیک نیست. او ابتدا در سن نوجوانی به مدرسه راهنمایی «Meyzeek Middle School» رفت. او بیان می‌کند که در دوران بزرگ شدنش پول زیادی نداشته و از مادرش به خاطر تمام پشتیبانی که از او کرده تا به جایی برسد که امروز هست، متشکر است. او اجرا را با شرکت در مدرسه «Youth Performing Arts» در دبیرستان «DuPont Manual High School» و اجرا کردن با «Actors Theatre of Louisville» آغاز نمود. این همزمان با آشنا شدنش با دوست قدیمی و بازیگرش «Liz Davito» بود.
در سال ۱۹۹۶ شرزینگر به عنوان یک نوجوان، موفق شد اولین نایب قهرمان در مسابقه کلاسیک استعداد کوکاکولا در نمایشگاه ایالتی کنتاکی باشد.

## زندگی شخصی

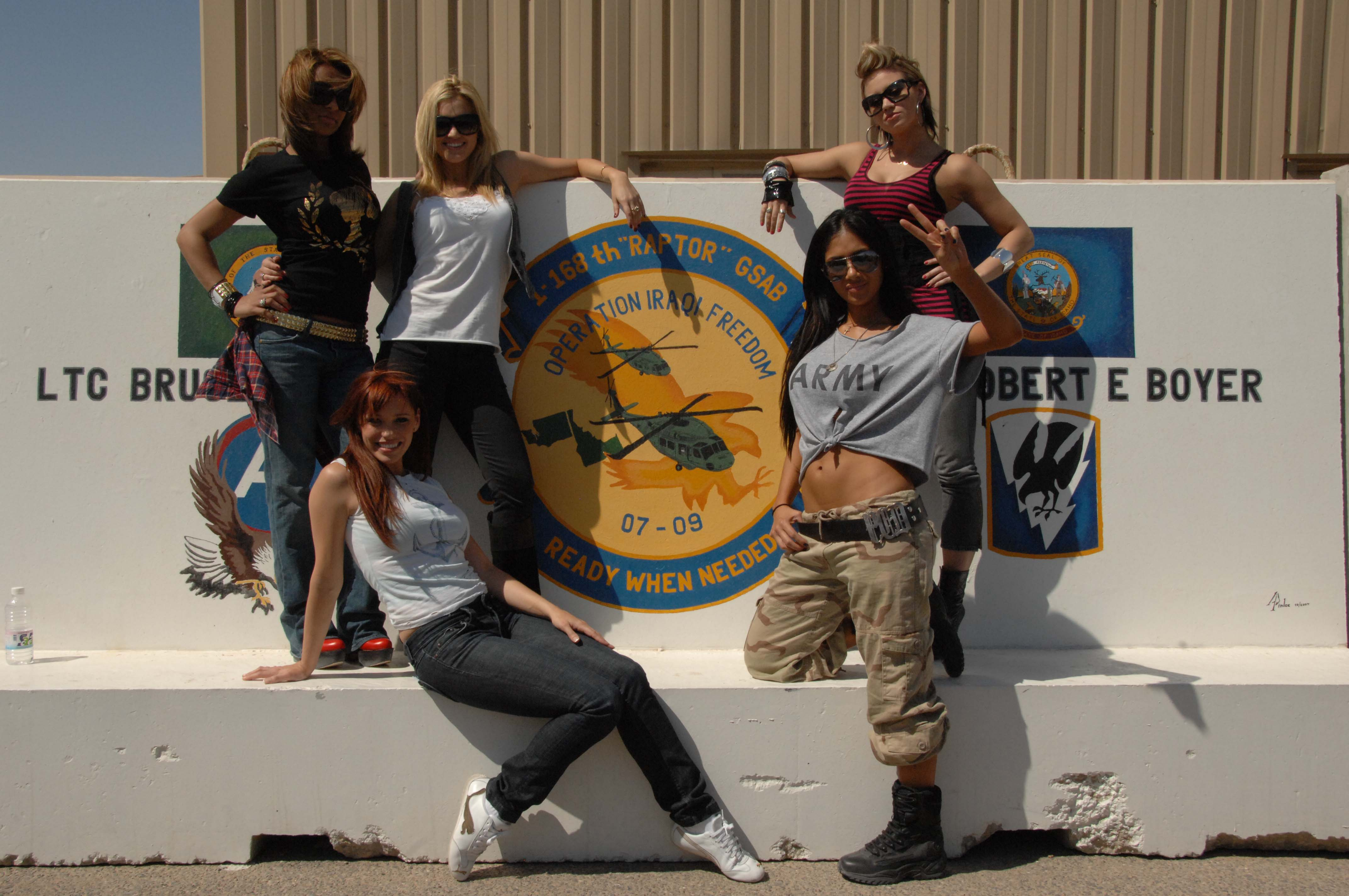
نیکول پریسکویا به همرا گروه رقص در سال 2008

در ژانویه ۲۰۲۰، شرزینگر با بازیکن پیشین راگبی اهل اسکاتلند، تام ایوانز آشنا شد. ایوانز یکی از شرکت‌کنندگان مسابقه ایکس‌ فاکتور بود که شرزینگر داورش بود. . در ژوئیه ۲۰۲۳ گزارش شد که آن دو با یکدیگر ازدواج کرده‌اند. 

## آلبوم‌ها
- عشق کشنده - ۲۰۱۱
- دروغ تمام‌عیار - ۲۰۱۴

## بخشی از فیلمشناسی
از فیلم‌هایی که وی در آن نقش داشته‌است می‌توان به آثار زیر اشاره کرد.
- ستارگان پاپ (۲۰۰۱)
- سابرینا جادوگر نوجوان ، قسمت: سرانجام! سری ۵ (۲۰۰۱)
- آرام باش (۲۰۰۵)
- رقص با ستارگان (۲۰۱۰)
- آشنایی با مادر (۲۰۱۱)
- ایکس فاکتور (مجموعه تلویزیونی ایالات متحده آمریکا) (۲۰۱۱)
- مردان سیاه‌پوش ۳ (۲۰۱۲)
- ایکس فاکتور (مجموعه تلویزیونی بریتانیا) (۲۰۱۷-۲۰۱۶، ۲۰۱۳-۲۰۱۲)
- بهترین ساعات با نیل پاتریک هریس (۲۰۱۵)
- موانا (۲۰۱۶)
- مسابقه لب‌خوانی (۲۰۱۸-۲۰۱۷)
- رالف اینترنت را خراب می‌کند (۲۰۱۸)
- استرالیاز گات تلنت (۲۰۱۹)
- خواننده نقاب دار (برنامه تلویزیونی آمریکایی) (۲۰۱۹-اکنون)